# 莫維利察鄉 (雅洛米察縣)
44°38′33″N 26°29′17″E / 44.64250°N 26.48806°E
莫維利察鄉（羅馬尼亞語：Comuna Movilița, Ialomița），是羅馬尼亞的鄉份，位於該國南部，由雅洛米察縣負責管轄，面積29平方公里，海拔高度60米，2007年人口2,392，人口密度每平方公里83人。